# Colliculi inferiores

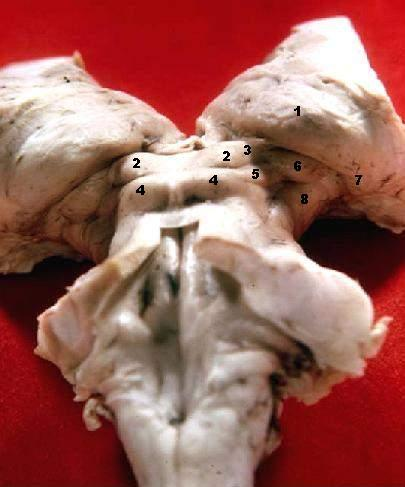
Colliculi inferiores (4). Ansicht des Hirnstammes von hinten (posterior)

Die Colliculi inferiores („untere Hügelchen“, Singular Colliculus inferior; bei Tieren Colliculi caudales – „hintere Hügelchen“; von lateinisch collis „Hügel“) sind die beiden unteren (hinteren) Hügel des Mittelhirndachs (Tectum mesencephali). Zusammen mit den oberen Hügeln (Colliculi superiores) bilden sie die Vierhügelplatte (Lamina quadrigemina oder Lamina tecti).
Der Colliculus inferior ist zentraler Teil des auditorischen Systems der Säuger. Die Nervenzellen (Neuronen) der Colliculi inferiores erhalten erregende und hemmende Impulse von Neuronen der tiefer gelegenen Kerne der Hörbahn (unter anderem aus dem Nucleus cochlearis und dem Nucleus olivaris superior) wie auch Rückprojektionen von der Hörrinde. Die zentralen Bereiche der Colliculi inferiores haben eine tonotope Organisation, wobei die Frequenzachse von dorsal (tiefe Frequenzen) nach ventral (hohe Frequenzen) verläuft.
Die Nervenfasern, die vom Lemniscus lateralis kommen, erreichen die Colliculi inferiores und ziehen über das Brachium colliculi inferioris zum Corpus geniculatum mediale, einem Teil des Metathalamus. Hier werden sie auf die letzten aufsteigenden Neuronen verschaltet, deren Fasern nun zu den Gyri temporales transversi ziehen.
Da die Fasern zum Teil gekreuzt und ungekreuzt verlaufen, kommt es bei einer einseitigen Schädigung des Colliculus inferior zu einer Verminderung des Hörvermögens der Gegenseite, nicht aber zum vollständigen Hörverlust.

## Anatomie

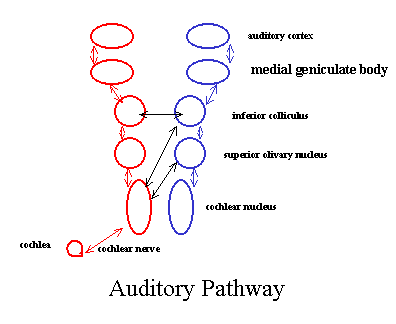
Lage der beiden Colliculi inferiores innerhalb der Hörbahn.

Der Colliculus inferior ist in drei Hauptteile gegliedert: zentraler Kern des Colliculus inferior, dorsaler (hinterer) Kortex des Colliculus inferior und parazentrales (randständiges) Kerngebiet des Colliculus inferior. Der zentrale Kern gehört zum spezifischen (lemniskalen) Teil der Hörbahn, also zum Hauptstrang der akustischen Informationsverarbeitung. Die beiden anderen Hauptteile gehören zum unspezifischen (extralemniskalen) Teil der Hörbahn, in dem auditive und nicht-auditive Information kombiniert wird.
Im zentralen Kern sind die Neurone und der Einzugsbereich ihrer Dendriten in Schichten (Laminae) geordnet. In der Fläche einer Schicht besteht eine Fein-Skalierung nach akustischen Frequenzen, während von Schicht zu Schicht eine Grob-Skalierung im Abstand von etwa einem Viertel einer Oktave vorliegt.

## Funktion
Der Colliculus inferior integriert nahezu die gesamte Information aus den tiefer liegenden auditorischen Kerngebieten des Hirnstamms. Dazu gehören unter anderem die Ergebnisse des vertikalen Richtungshörens aus dem Nucleus cochlearis beider Seiten und dem horizontalen Richtungshören aus der oberen Olive (Nucleus olivaris superior) beider Seiten.
Nach einer vielfach vertretenen Theorie der letzten Jahrzehnte leistet der zentrale Kern des Colliculus inferior auch die Ermittlung der Tonhöhe des Grundtons von komplexen Tönen, wie Lautäußerungen von Tieren, Vokalen, und Tönen von Musikinstrumenten. Hierbei wird angenommen, dass die unteren harmonischen Teiltöne der komplexen Töne in den Frequenzband-Schichten (Laminae) isoliert werden und die übereinstimmende Periodizität der Signale mehrerer Laminae durch neuronale Periodizitäts-Detektoren herausgefiltert werden.